# Barnsjön (Tävelsås socken, Småland)
Barnsjön är en sjö i Växjö kommun i Småland och ingår i Mörrumsåns huvudavrinningsområde. Sjön har en area på 0,0535 kvadratkilometer och ligger 161,9 meter över havet. Barnsjön ligger i Osaby Natura 2000-område.

## Delavrinningsområde
Barnsjön ingår i det delavrinningsområde (629629-143420) som SMHI kallar för Utloppet av Vederslövssjön. Medelhöjden är 171 meter över havet och ytan är 39,52 kvadratkilometer. Det finns inga avrinningsområden uppströms utan avrinningsområdet är högsta punkten. Vattendraget som avvattnar avrinningsområdet har biflödesordning 3, vilket innebär att vattnet flödar genom totalt 3 vattendrag innan det når havet efter 77 kilometer. Avrinningsområdet består mestadels av skog (49 procent), öppen mark (12 procent) och jordbruk (21 procent). Avrinningsområdet har 5,75 kvadratkilometer vattenytor vilket ger det en sjöprocent på 14,5 procent.